# Ilene Chaiken
Ilene Chaiken, född 1957 är en amerikansk manusförfattare och TV-producent, hon har bland annat skapat TV-serien The L Word.

## Fotnoter
1. ↑  Internet Movie Database, IMDb-ID: nm0149669co0047972, läst: 21 juli 2015.[källa från Wikidata]